# Yigoga leonina
Yigoga leonina är en fjärilsart som beskrevs av Otto Staudinger 1877. Yigoga leonina ingår i släktet Yigoga och familjen nattflyn. Inga underarter finns listade i Catalogue of Life.